# جیم لی
جیم لی (انگلیسی: Jim Lee؛ زادهٔ ۱۱ اوت ۱۹۶۴) یک طراح کمیک بوک اهل ایالات متحده آمریکا است.